# Neurogenin
Neurogenin (Ngns) je bHLH transkripční faktor, který se spolupodílí na neuronální diferenciaci. Typ Ngns například inhibuje diferenciaci kmenových buněk na astrocyty. Buňky exprimující Neurogenin 3 ve vyvíjejícím se pankreatu jsou prekurzorovými buňkami Langerhansových ostrůvků a to všech typů buněk endokrinní části pankreatu Buňky exprimující NEUROG3 byly detekovány i v pankreatu u dospělých jedinců. Pro buňky neurální lišty, atonální neurogeniny jsou  důležité pro smyslové dráhy a jsou nezbytné pro tvorbu míšních nervových uzlin).